# Champagne Showers
Champagne Showers – drugi singiel amerykańskiego zespołu LMFAO, pochodzący z drugiego albumu Sorry for Party Rocking (2011), wydany 27 maja 2011 w formacie digital download. Tekst stworzyli: S.K. Gordy, S.A. Gordy, D.J. Listenbee i K. Oliver, natomiast produkcją singla zajął się Redfoo i GoonRock. W nagraniu wokalu do utworu wzięła udział wokalistka popowa Natalia Kills.

## Teledysk
Teledysk do singla pojawił się na portalu YouTube 8 czerwca 2011. Jest on kontynuacją poprzedniego wideoklipu do Party Rock Anthem. Obrazuje wokalistów LMFAO: Redfoo i SkyBlu, zmienionych w zombie podczas pełni księżyca.

## Odbiór
Utwór spotkał się z mieszanymi recenzjami wśród krytyków i fanów, głównie za Auto-Tune’a występującego w piosence. Robert Copsey dał piosence 2,5 gwiazdki, mówiąc, że podczas wywiadu z LMFAO wokaliści opisali nowy singiel jako „sposób postrzegania szampana”.

## Lista utworów
- digital download

1. „Champagne Showers” (featuring Natalia Kills) – 4:24
2. „Champagne Showers” (featuring Natalia Kills) [radio edit] – 3:58

- digital remixes

1. „Champagne Showers” (featuring Natalia Kills) [Sidney Samson Remix] – 5:34
2. „Champagne Showers” (featuring Natalia Kills) [Quintino Remix] – 6:00
3. „Champagne Showers” (featuring Natalia Kills) [EC Twins & Remy Le Duc # Remix] – 4:20
4. „Champagne Showers” (featuring Natalia Kills) [Dimitri Vegas & Like Mike Tomorrowland Remix] – 4:38
5. „Champagne Showers” (featuring Natalia Kills) [Final DJ’s Remix] – 4:36